# Grammitis peritimundi
Grammitis peritimundi är en stensöteväxtart som beskrevs av Luther Earl Bishop och A. R. Sm. Grammitis peritimundi ingår i släktet Grammitis och familjen Polypodiaceae. Inga underarter finns listade.